# Barão North

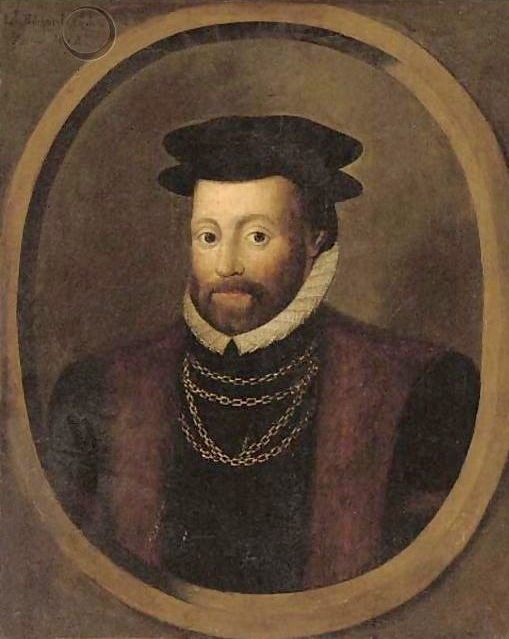
Edward North, 1º Barão North

Barão North, de Kirtling Tower, no condado de Cambridge, é um título de nobreza no Pariato da Inglaterra. Seu detentor mais famoso foi Frederick North,  2.º Conde de Guilford, 8º Barão North, que serviu como primeiro-ministro da Grã-Bretanha de 1770 a 1782, período que incluiu a maior parte da Guerra Revolucionária Americana.

## Barões North (1554)
- Edward North, 1º Barão North (c. 1496–1564)
- Roger North, 2º Barão North (1530–1600)
- Dudley North, 3º Barão North (1581–1666)
- Dudley North, 4º Barão North (1602–1677)
- Charles North, 5º Barão North, 1º Barão Grey (c. 1636–1691)
- William North, 6º Barão do North, 2º Barão Grey (também Conde North no Pariato Jacobita) (c. 1673–1734)
- Francis North, 1º Conde de Guilford, 7º Barão do North (1704–1790)
- Frederick North, 2º Conde de Guilford, 8º Barão North (1732–1792)
- George North, 3º Conde de Guilford, 9º Barão North (1757–1802) (Suspenso em 1802)
- Susan North, 10ª Baronesa North (1797–1884) (Suspensão terminada em 1841)
- William North, 11º Barão North (1836–1932)
- William North, 12º Barão North (1860–1938)
- John North, 13º Barão North (1917-1941) (Suspenso em 1941)